# Богоявленская, Диана Борисовна
Диа́на Бори́совна Богоявле́нская (род. 27 июля 1932, Москва) — советский и российский психолог, специалист по психологии творчества и одарённости. Доктор психологических наук, профессор. Главный научный сотрудник Психологического института РАО, почётный член РАО. Профессор кафедры общей психологии факультета психологии МГУ им. М. В. Ломоносова. Профессор кафедры психологической антропологии Института детства МПГУ.

## Биография
Родилась 27 июля 1932 года в Москве. В 1958 году окончила философский и психологический факультеты Московского государственного университета им. М. В. Ломоносова. Поступила в аспирантуру Института общей и педагогической психологии Академии педагогических наук СССР.
В 1971 года защитила кандидатскую диссертацию «Методы исследования интеллектуальной активности».
С 1968 г. работает в Психологическом институте РАО. С 1972 г. — старший научный сотрудник, с 1990 — ведущий, с 1994 — главный научный сотрудник.
В 1988 г. защитила докторскую диссертацию «Психологические основы интеллектуальной активности».
С 1990 г. заведующий лабораторией «Диагностики творчества» Психологического института РАО. С 1992 г. — профессор кафедры общей психологии психологического факультета МГУ. В 1992 г. присвоено звание профессора, в 2007 г. — звание почетного члена РАО, в 2010 г. — почетного профессора МГУ.
Супруг — Евгений Богоявленский; дочь Мария Богоявленская; внуки Евгений Родин, Георгий Родин, Пётр Богоявленский.

## Награды и почётные звания
- Медаль К. Д. Ушинского
- Медаль «В память 850-летия Москвы» (1997)
- Заслуженный деятель науки Российской Федерации (2003).
- Отличник народного просвещения РСФСР (1991).
- серебряная медаль ВДНХ (1992)
- Лауреат премии Президента Российской Федерации в области образования за разработку отечественной концепции творчества и одаренности[5].
- Патриарх российской психологии, победитель конкурса «Золотая Психея» (2017)

## Научная деятельность
Основная область научных интересов — психология творчества, одарённости, мышления.
Д. Б. Богоявленской дано научное определение творчества, выделена единица анализа творчества, исследована структура и происхождение творческих способностей. Разработан психодиагностический метод «Креативное поле», построенный на моделировании реальной познавательной ситуации.
В ряде работ, посвященных психологии одаренности и творчества, автор рассматривает теоретико-методологические подходы к их изучению на разных этапах развития личности, презентует результаты этих подходов на основе эмпирических исследований, дает рекомендации, как педагог-психолог может эффективно способствовать становлению одаренной личности. Рассматривая психологию творчества в контексте структуры деятельности, предложенной А. Н. Леонтьевым (операция, действие, деятельность), автор приходит к выводу, что такая дифференциация принципиальна для понимания природы творчества, так как уровень деятельности определяется мотивацией, это предположение привело к выделению единицы анализа творчества как развития деятельности по инициативе субъекта.
Анализируется вклад в психологию творчества президента Американской психологической ассоциации Дж. Гилфорда. Благодаря его видению проблематики, креативность и дивергентное мышление стали воспринимать как синонимы, так как, по Дж. Гилфорду, креативность связана именно с факторами дивергентного мышления.
Предметом научного анализа стало развитие личности с гармоничным и дисгармоничным типом одаренности. Основная мысль исследователя сводится к тому, что возникающие у одаренных детей сложности в поведении, общении и обучении не являются свойством самой одаренности.
Д. И. Богоявленская выделяет следующие исторические этапы раскрытия понятия «одаренность»: в Средневековье впервые появился термин «одаренность», связывающий талант с богоданностью; в эпоху Возрождения ставится вопрос об определении уровня одаренности; в философии Нового времени проблема одаренности отсутствует; с середины XIX в. одаренность в рамках психологии сводится к уровню интеллекта, а затем к уровню любых способностей; в XX в. теории одаренности строилась на основе методологии Л. С. Выготского.

## Основные работы
Монографии
- Пути к творчеству. М.: Знание, 1981. 96 с.
- Интеллектуальная активность как проблема творчества. Ростов-н/Д.: РГУ, 1983. 173 с.
- Психология творческих способностей: учебное пособие. М.: Академия, 2002. 317 с.
- Психология одаренности: понятие, виды, проблемы. М.: МИОО, 2005. 175 с. (в соавт. с М. Е. Богоявленской)
- Психометрическая интерпретация творчества. Научный вклад Дж. Гилфорда, М.: МГППУ, 2011. 265 с. (в соавт. с И. А. Сусоколовой)
- Одаренность: понятие и диагностика. М.: ПНПРО, 2013. 207 с.
- Психология одаренности и творчества / Дружинин В. Н., Савенков А. И., Богоявленская Д. Б. и др. / под ред. Л. И. Ларионовой, А. И. Савенкова. М.; СПб.: Нестор-История, 2017. 287 с.

Статьи
- Психодиагностика и школа // Вопросы психологии. 1980. № 4. С. 184—186.
- О предмете и методе исследования творческих способностей // Психологический журнал. 1995. Т. 16. № 5. С. 49-58.
- Проблемы диагностики креативности // Психологическая диагностика. 2004. № 3. С. 3-18.
- Ещё раз о креативном поле // Российский психологический журнал. 2005. Т. 2. № 1. С. 70-80.
- К вопросу о дивергентном мышлении // Психологическая наука и образование. 2006. № 1. С. 85-96.
- Две парадигмы— два вектора создания нового // Российский психологический журнал. 2006. Т. 3. № 4. С. 37-44.
- Психология творчества в контексте теории деятельности // Вопросы психологии. 2013. № 3. С. 101—106.
- Одарённость и творчество // Одарённый ребёнок. 2016. № 5. С. 6-16.
- К вопросу об отсутствии гендерных различий в способности к творчеству // Женщины в науке— ресурс развития России. Материалы научно-практической конференции / под общ. ред. Г. И. Климантовой. М., 2018. С. 32-38.
- Философские основы теории одаренности // Культурно-историческая психология. 2019. Т. 15. № 2. С. 14-21[7].